# Elżbieta Adamiak
Elżbieta Adamiak (* 7. Oktober 1964 in Posen) ist eine polnische römisch-katholische Theologin. Sie gehört zu den renommiertesten feministischen Theologinnen Polens. Seit 2016 ist sie Professorin für Fundamentaltheologie und Dogmatik am Institut für Katholische Theologie am Campus Landau der Universität Koblenz-Landau (seit 2023 Rheinland-Pfälzische Technische Universität Kaiserslautern-Landau).

## Forschung und Lehre
Elżbieta Adamiak studierte Theologie an der Katholischen Universität Lublin, in Regensburg und Nijmegen. Mit ihrer Dissertation zum Thema „Das Marienbild in der feministischen Theologie von Catharina Halkes“ promovierte sie 1994 in Lublin. 2012 folgte die Habilitation an der Adam-Mickiewicz-Universität Posen mit der Schrift „Communio Sanctorum. Grundriss einer ökumenisch orientierten dogmatischen Theologie der Gemeinschaft der Heiligen“.
Seit 1998 war sie wissenschaftliche Mitarbeiterin der Abteilung für Dogmatik an der Adam-Mickiewicz-Universität. Sie hat die Bände 1–6 des Grundlagenwerkes Dogmatyka (Warschau 2005–2007) mitherausgegeben. Von 2005 bis 2008 leitete sie des Forschungsprojekt „Rezeption der Lehre der Kirche über die Frauen in der polnischen Gesellschaft in den Jahren 1978-2003“, das durch den Polnischen Wissenschaftlichen Nationalfonds gefördert wurde.
2014 übernahm sie die Vertretungsprofessur am Institut für Katholische Theologie der Universität Koblenz-Landau.
Mit ihrem Buch Milcząca obecność. O roli kobiety w Kościele (Warschau 1999) beschreibt sie die Rolle der Frauen in der polnischen katholischen Kirche als „schweigende Anwesenheit“. Es ist ein Referenzwerk, das erstmals die fehlende Teilhabe von Frauen an der aktiven Gestaltung der katholischen Kirche in Polen thematisierte und analysierte. Sie kritisiert den Mangel an feministischer Theologie in Polen im Vergleich zu Westeuropa und die Schwierigkeiten polnischer Theologinnen in der männlich geprägten polnischen Kultur überhaupt zu existieren. Zum Stand der feministischen Theologie in Europa gab sie zusammen mit Marie-Theres Wacker 2013 einen Sammelband heraus, an dem auch evangelische Theologinnen beteiligt sind.
Seit 2016 ist Adamiak Professorin für Fundamentaltheologie und Dogmatik am Institut für Katholische Theologie am Campus Landau der Rheinland-Pfälzischen Technischen Universität, ehemals Universität Koblenz-Landau. Diese Professur vertrat sie bereits seit 2014.

## Mitgliedschaften
- Mitorganisatorin der mittel- und osteuropäischen Regionalkonferenzen der European Society of Woman in Theological Research (ESWTR)
- Europäische Gesellschaft für Theologische Forschung von Frauen
- Europäische Gesellschaft für Katholische Theologie
- Polnische Gesellschaft der Dogmatiker
- Polnische Gesellschaft der Mariologen